# 小鸭集团
小鸭集团，创始于1979年，是一家制造主营洗衣机的家电企业，总部位于中华人民共和国山东省济南市工业南路51号，主要分支机构均在山东省境内。曾于1984年出厂亚洲第一台滚筒洗衣机。